# Zimming
Zimming är en kommun i departementet Moselle i regionen Grand Est (tidigare regionen Lorraine) i nordöstra Frankrike. Kommunen ligger i kantonen Boulay-Moselle som tillhör arrondissementet Boulay-Moselle. År 2022 hade Zimming 711 invånare.

## Befolkningsutveckling
Antalet invånare i kommunen Zimming
| Referens: INSEE |